# Страда Провинчале 181 (Лоди)
Страда Провинчале 181 је насеље у Италији у округу Лоди, региону Ломбардија.
Према процени из 2011. у насељу је живело 8 становника. Насеље се налази на надморској висини од 98 м.